# Philippe Lavigne
Pour les articles homonymes, voir Lavigne.
Philippe Lavigne, né le 25 septembre 1965 à Bergerac, est un militaire français. Général d'armée aérienne, il est chef d'état-major de l'Armée de l'air et de l'espace du 31 août 2018 au 9 septembre 2021, puis commandant suprême allié pour la transformation de l'OTAN du 23 septembre 2021 au 22 septembre 2024.

## Biographie

### Origine et formation
Originaire de Bergerac, Philippe Lavigne est le fils d'un couple de professeurs (sciences naturelles et physique-chimie) et le petit-fils d'un commandant de gendarmerie. Dès sa jeunesse, il se prend de passion pour le rugby, qu'il pratique. D'abord élève au Prytanée national militaire, il intègre ensuite l’École de l'air en 1985 et en sort breveté pilote de chasse en 1989.

### Carrière militaire
Philippe Lavigne commence sa carrière comme pilote de Mirage 2000, tout d'abord à l'escadron de chasse 3/2 Alsace, puis à l'escadron d'instruction en vol 3/5 Comtat Venaissin et à l'escadron de chasse 1/2 Cigognes. Surnommé Huge, il cumule 2750 heures de vol et cinquante-six missions de guerre au cours d'opérations en Irak et en Ex-Yougoslavie. Il est promu commandant le 1er novembre 1996.
Il est stagiaire du Collège interarmées de Défense (CID) entre 1999 et 2000. À sa sortie, il prend le commandement de l’escadron de chasse 1/5 Vendée et devient lieutenant-colonel le 1er novembre 2000.
De 2003 à 2005, il est affecté au Centre de planification et de conduite des opérations (CPCO) en tant qu'expert air de la planification stratégique. Il y participe à l'organisation de l'opération Carbet en Haïti en 2004, puis, l'année suivante, à l'opération Béryx  qui vient en aide aux populations d'Asie du sud touchées par le tsunami du 26 décembre 2004. Il est promu colonel le 1er décembre 2004. Il rejoint ensuite le bureau plan de l'état-major de l'Armée de l'air de 2005 à 2008, en tant qu'adjoint puis chef de la division programmation.
Philippe Lavigne est auditeur de la session 2008-2009 de l’Institut des hautes études de Défense nationale (IHEDN) et du Centre des hautes études militaires (CHED),. Il est ensuite nommé sous-directeur chargé des exportations de matériel de guerre au sein de la direction des affaires internationales, stratégiques et technologiques du Secrétariat général de la Défense et de la Sécurité nationale (SGDSN), de 2009 à 2012. Il y participe à la définition de la position française sur les questions d’exportations d’armement dans les enceintes internationales. De 2012 à 2014, il travaille en tant que directeur de l'information de l'état-major des armées, auprès du major général des armées Pierre de Villiers.
De juillet à décembre 2014, il commande les forces françaises de l'opération Pamir en Afghanistan ainsi que l'aéroport international de Kaboul. A ce titre, il assure le retrait des troupes françaises et le transfert du commandement de l'aéroport aux pouvoirs civils.
À l'issue de cette affectation, il est nommé général de brigade aérienne à compter du 1er janvier 2015 et commandant de la brigade aérienne de l'aviation de chasse (BAAC) au sein du Commandement des forces aériennes (CFA) à la même date. Il est d'abord basé à Dijon, puis à Bordeaux.
Il est ensuite chef du cabinet du chef d'état-major des armées du 7 juillet 2016 au 30 août 2018. Cela l'amène à travailler successivement sous les ordres des généraux d'armée Pierre de Villiers et François Lecointre. Il est promu général de division aérienne le 1er avril 2017.

### Chef d'état-major de l'Armée de l'air
Le 18 juillet 2018, Philippe Lavigne est nommé en conseil des ministres chef d'état-major de l'Armée de l'air et élevé aux rang et appellation de général d'armée aérienne à partir du 31 août suivant. Âgé de 52 ans, c'est l'un des plus jeunes chefs d'état-major jamais nommé. Il succède au général André Lanata, nommé commandant suprême allié pour la transformation.
Il prononce son premier ordre du jour le 31 août 2018 sur la base aérienne 107 Villacoublay.
Le général Stéphane Mille lui succède le 10 septembre 2021.

### Commandant suprême allié pour la transformation de l'OTAN

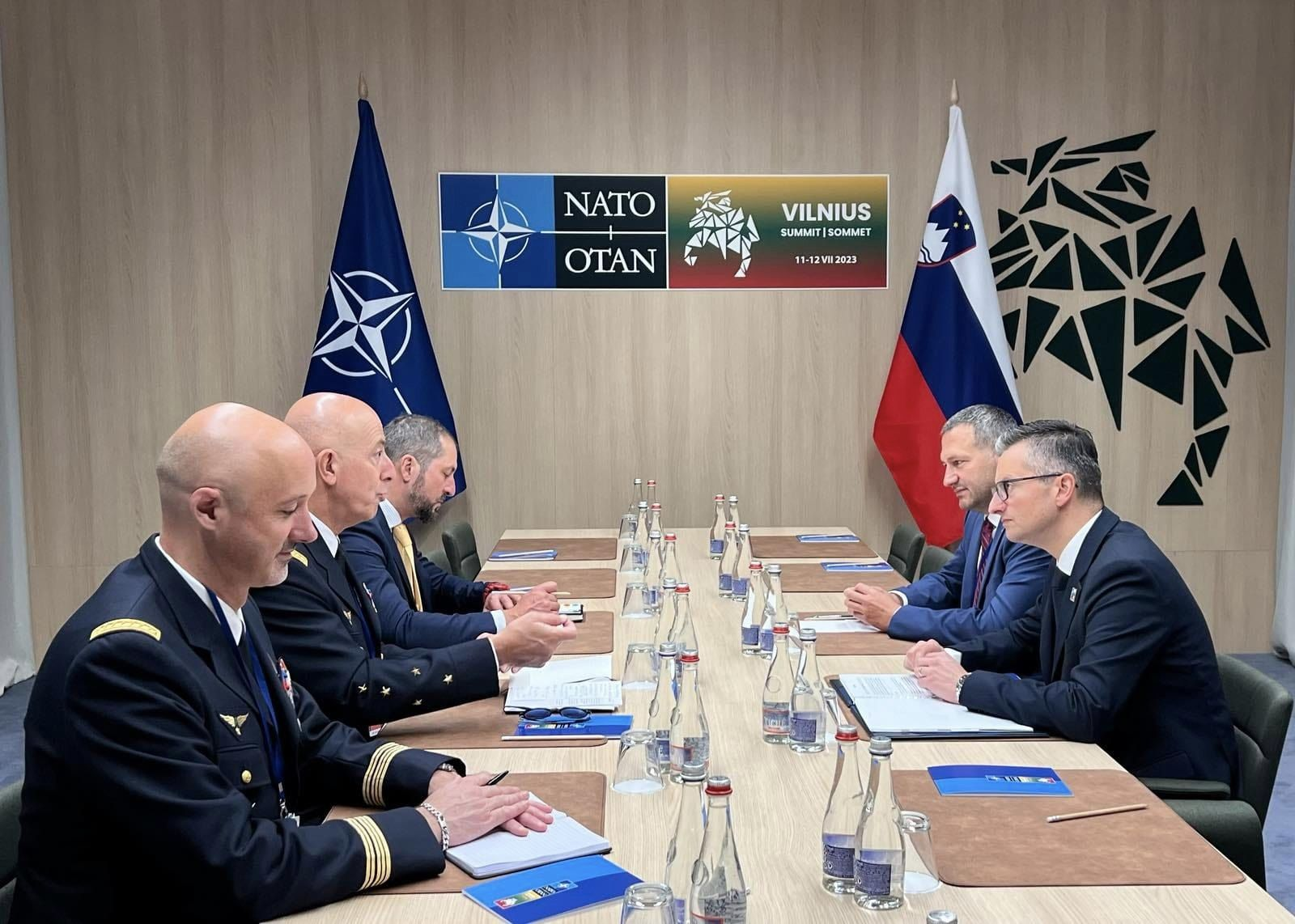
Lors du Sommet de l'OTAN de 2023.

Le 28 mai 2021, le Conseil de l'Atlantique Nord annonce dans un communiqué avoir approuvé la nomination de Philippe Lavigne au poste de commandant suprême allié pour la transformation. Cette nomination, effective à partir du 23 septembre 2021, fait de lui le cinquième ex-chef d'état-major de l'Armée de l'air à être nommé à ce poste, après les généraux Stéphane Abrial, Jean-Paul Paloméros, Denis Mercier et André Lanata.
Il quitte son poste le 22 septembre 2024, et l'amiral Pierre Vandier le remplace le lendemain. Brièvement chargé de mission auprès du chef d'état major des armées, il est admis dans la 2e section des officiers généraux le 16 octobre 2024.

## Grades militaires
- 1989 : capitaine.
- 1996 : commandant[6].
- 2000 : lieutenant-colonel [7].
- 2004 : colonel[8].
- 2015 : général de brigade aérienne[14].
- 2017 : général de division aérienne[16].
- Aucune élévation aux rang et appellation de général de corps aérien[18].
- 2018 : général d'armée aérienne[17].

## Décorations
- Commandeur de l'ordre national de la Légion d'honneur en 2019[25] (officier en 2013[26], chevalier en 2002[27]).
- Commandeur de l'ordre national du Mérite en 2016[28] (officier en 2008[29]).
- Croix de la Valeur militaire avec étoile de bronze (citation à l'ordre du régiment).
- Médaille d'Outre-Mer avec agrafe.
- Médaille de la Défense nationale (échelon or), avec trois agrafes.
- Médaille de Reconnaissance de la Nation avec une agrafe.
- Médaille commémorative française avec deux agrafes.
- Médaille de l'OTAN pour l'Ex-Yougoslavie.
- Médaille de l'OTAN non-article 5 avec agrafe ISAF.